# Caberg
Caberg, en maastrichtois « Kaberg », est un quartier résidentiel de l'arrondissement nord-ouest de la ville de Maastricht.

## Toponymie
Caberg se situe sur la colline du même nom à l'ouest de Maastricht, près de l'ancien village de Caberg, devenu le quartier d'Oud-Caberg.
Les rues du quartier de Caberg située à l'ouest de la Brusselseweg sont nommés d'après des termes musicaux. Les exemples sont la Symphoniesingel (« symphonie »), la Clacecymbelstraat (du nom des « cymbales ») et la Spinetlaan (du nom de l'épinette). Dans la partie orientale du quartier, les rues sont nommées d'après des artistes, des architectes et des musiciens liés à Maastricht dont Pieter Post, Theodoor van der Schuer, Jan de Beijer, Mathias Soiron, Petrus Nicolaas Gagini, Carl Smulders, Rob Graafland et Henri Jonas.

## Géographie

### Situation
Le quartier est délimité par les quartiers de Brusselsepoort au sud, Malpertuis à l'ouest, Oud-Caberg au nord-ouest, Bosscherveld au nord et le Frontenkwartier au sud-est. La Brusselseweg divise le quartier en deux moitiés et est également la principale route vers la frontière belge. La Carl Smuldersingel-Cabergerweg est la principale route reliant le quartier au centre de Maastricht.

### Urbanisme
La construction du quartier de Caberg a commencé en 1953, selon le plan de l'architecte-urbaniste de la ville Frans Dingemans. L'expansion de la ville était basée sur la « pensée de paroisse », c'est-à-dire que le quartier devait se présenter sous la forme d'un grand village dont les quelque 1 400 maisons ont été regroupées autour de l'église, du centre communautaire et du centre commercial.
Le centre commercial a été conçu en 1958 par Gérard Snelder. L'église Saint-Christophe, conçu en 1959 par Swinkels et Salemans, a été achevée en 1961 mais elle fut démolie en 1999 (sauf sa tour). Dans la Rondostraat se trouve un bâtiment abritant une banque conçu par Arno Meijs en 1991.

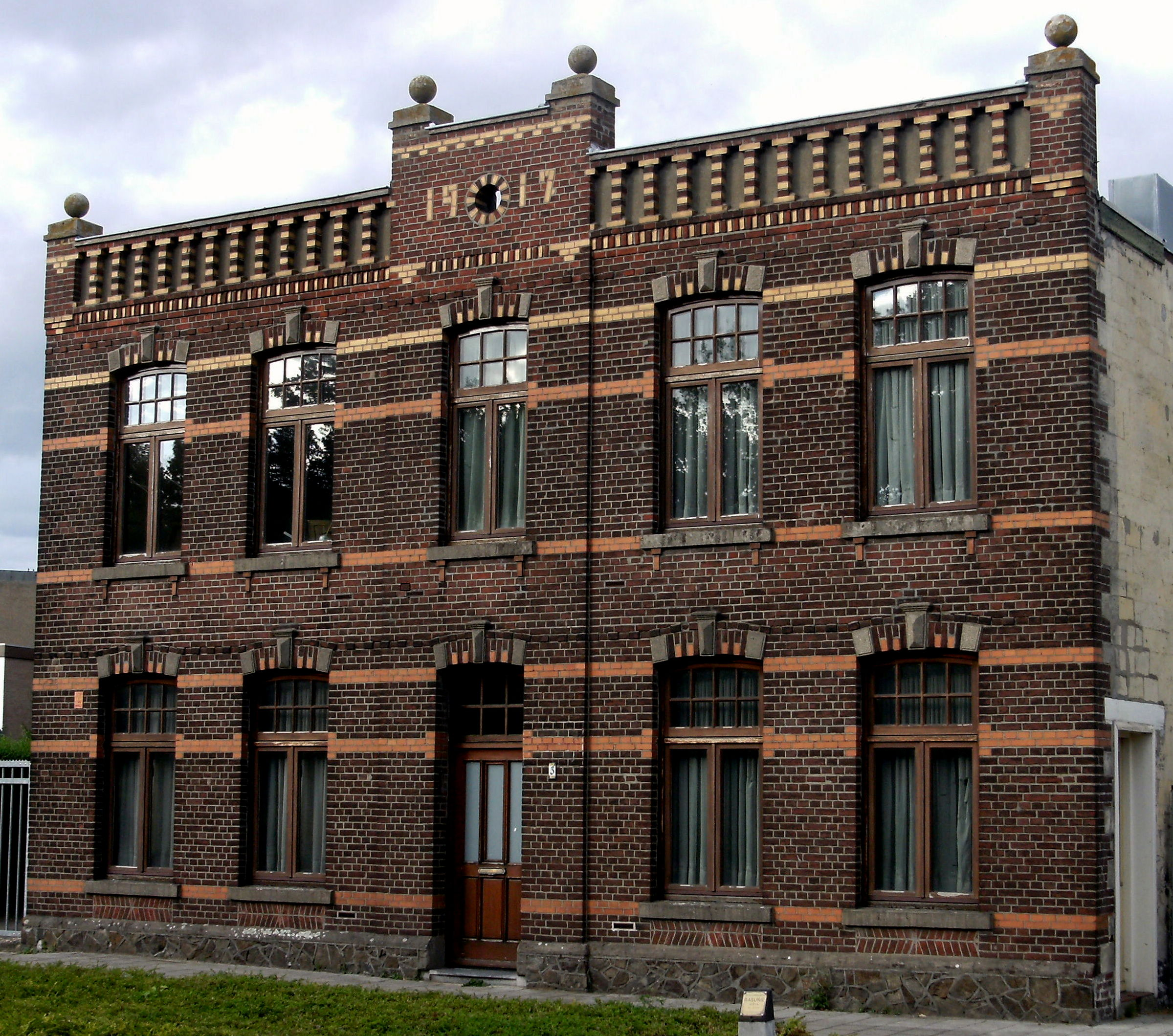
Maison sur le Carl Smuldersingel.
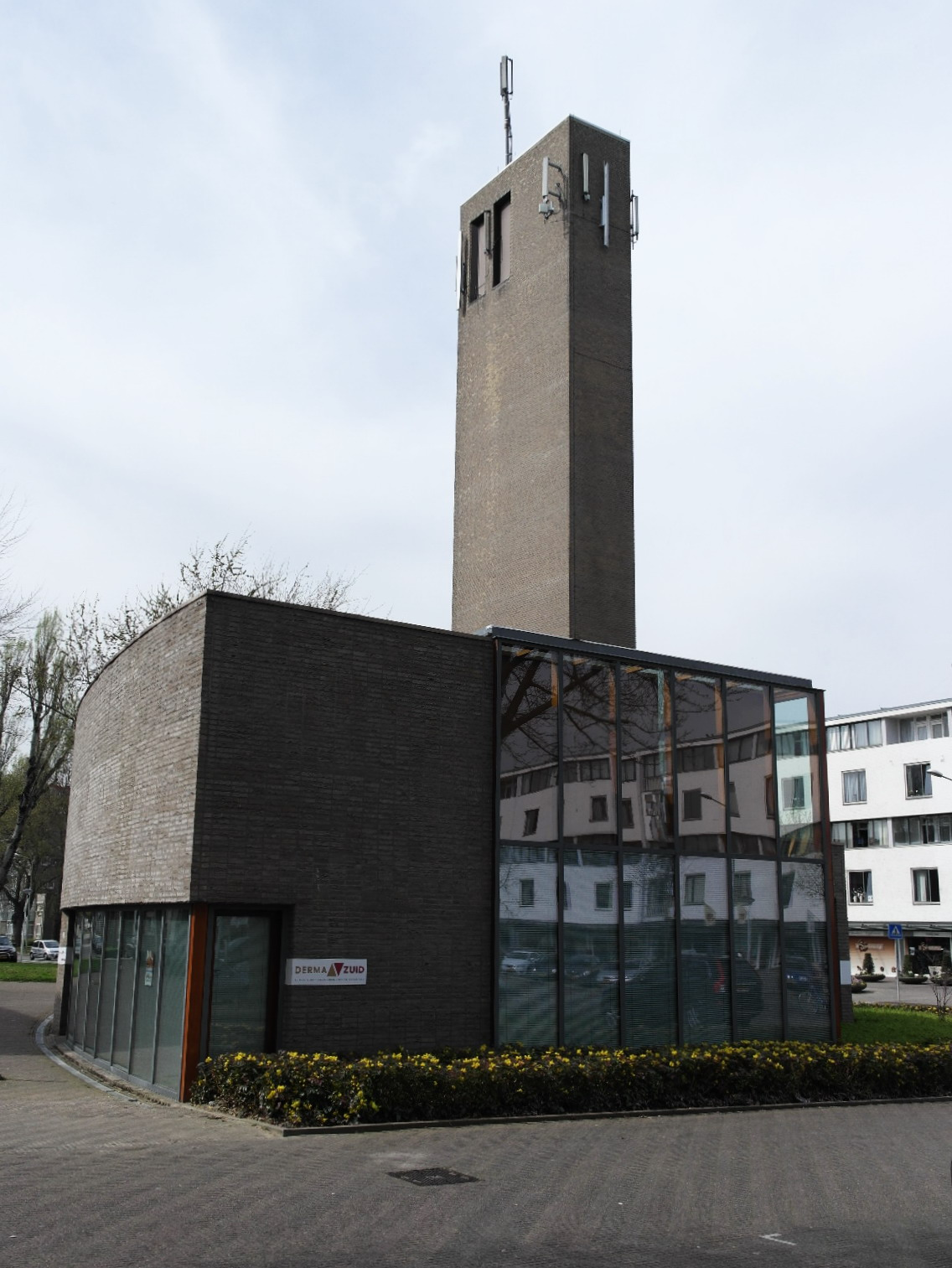
Ancienne tour de l'église Saint-Christophe.
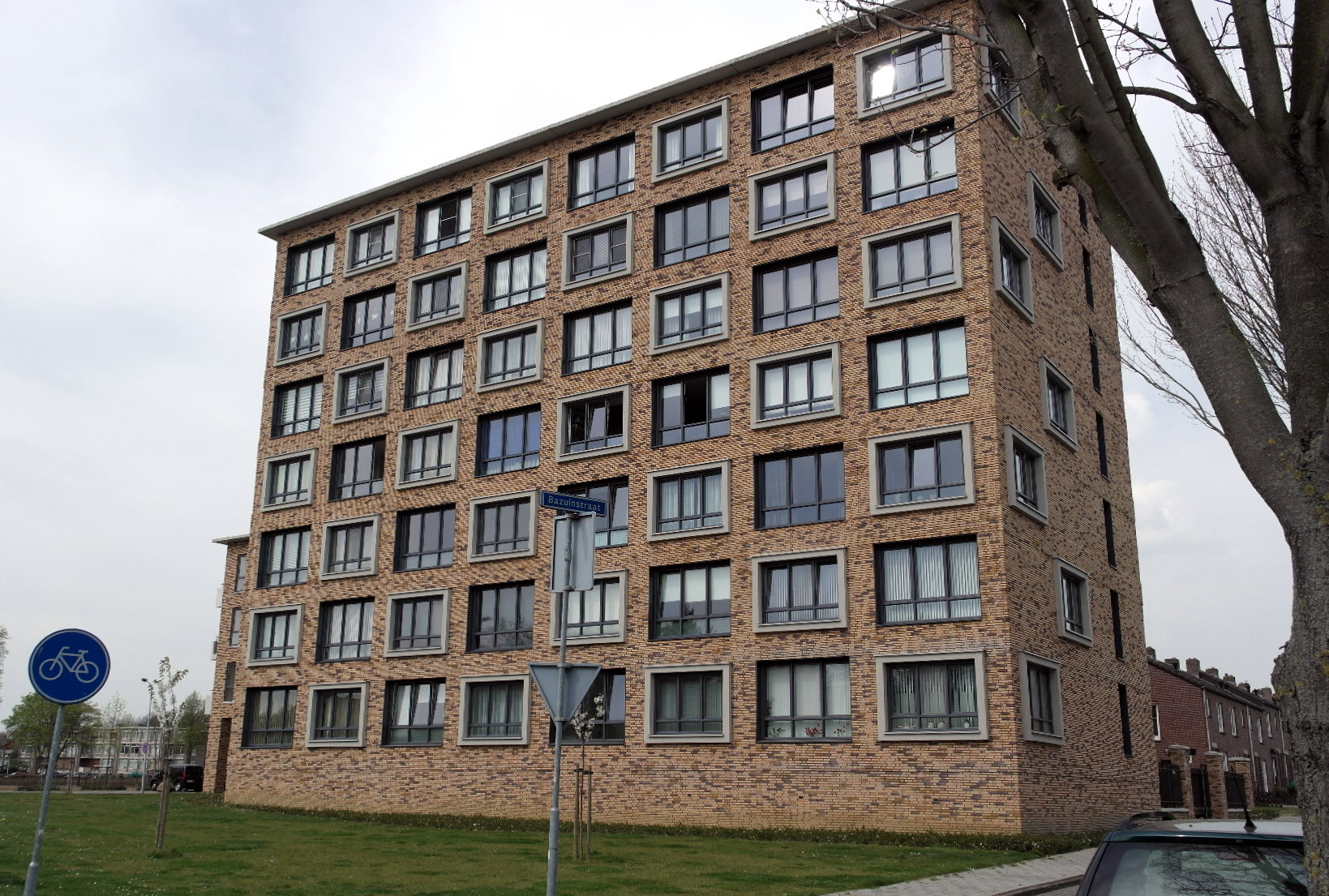
Clavecymbelstraat.
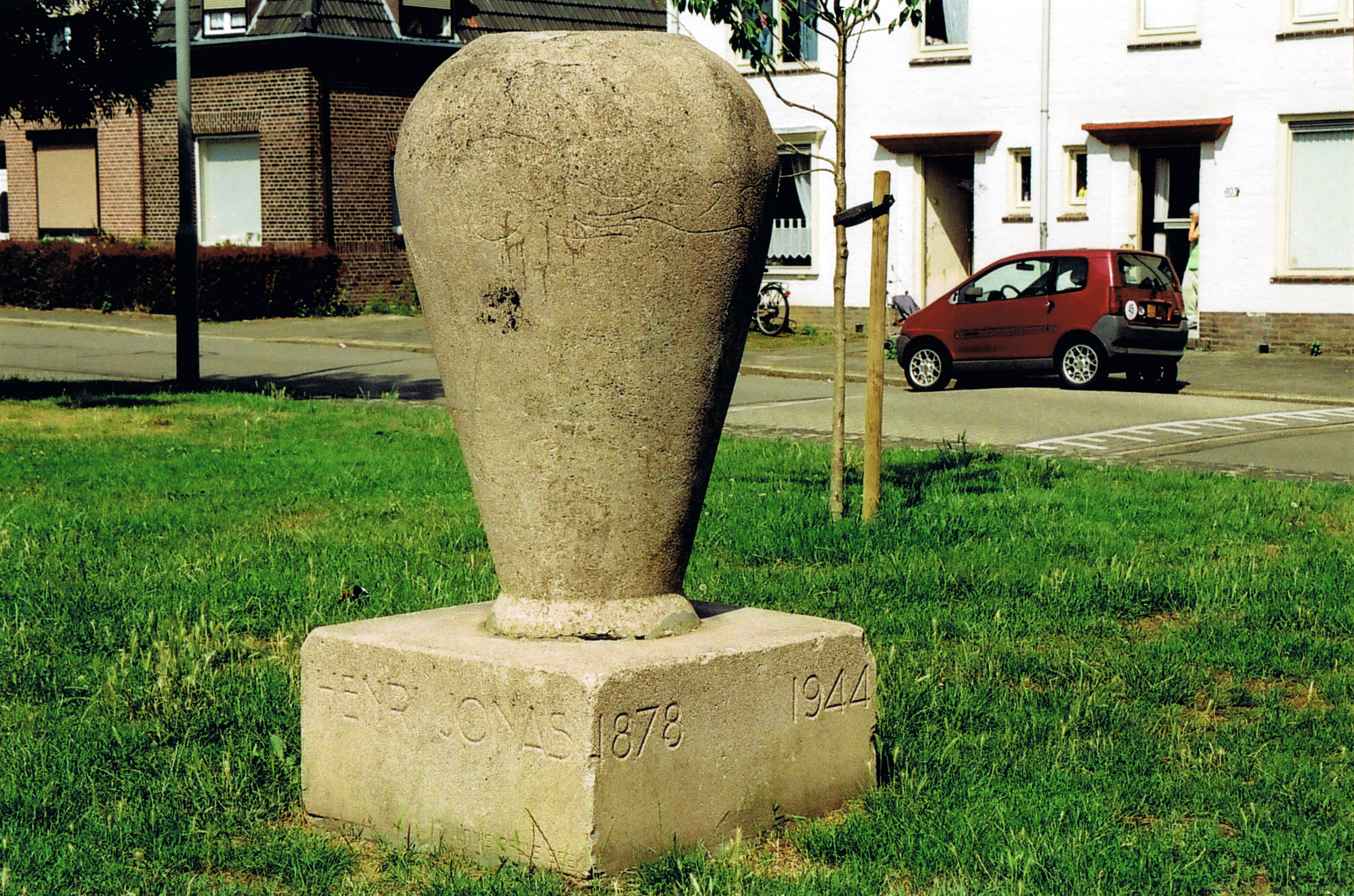
Urne de Henri Jonas.

## Histoire

### Avant les années 1950: des terres agricoles
Jusqu'à la fin des années 1950, l'actuel quartier de Caberg se composait principalement de terrains agricoles exploités par les agriculteurs situés dans le village devenu le quartier d'Oud-Caberg, remontant au Moyen Âge. La première mention de Caberg date du XIIIe siècle. Jusqu'à 1794, la zone du quartier de Caberg revenait au manoir de Pietersheim. Après l'arrivée des Français, Caberg fut attribué à la ville de Lanaken.

### Construction du Fort Guillaume Ier
Déjà au XVIIIe siècle, les gouverneurs militaires de Maastricht savaient que la hauteur de la colline de Caberg créait un point faible dans la défense de la forteresse de Maastricht. De cette hauteur, les canons pouvaient bombarder la forteresse. Avant la période française, des plans existait pour construire un fort, mais ces plans n'ont pas été mis en œuvre. Après que Napoléon Bonaparte ait réussi à s'échapper de l'île d'Elbe en février 1815, où il était en exil, et que l'armée française fut de nouveau mobilisée, le commandant de la forteresse décida d’accélérer la construction d'un fort sur la colline de Caberg. Le fort a été construit entre 1815 et 1818 et fut nommé en l'honneur du nouveau roi Guillaume Ier des Pays-Bas.
À la suite de la répartition finale des terres lors du tracé de la frontière entre la Belgique et les Pays-Bas en 1839, Caberg a été inclus dans la ville néerlandaise de Oud-Vroenhoven. Cette municipalité a été annexée par Maastricht le 1er janvier 1920. Peu de choses ont changé dans le quartier les premières années suivant le rattachement à Maastricht. Cependant, en 1954 un plan d'expansion a été présenté dans laquelle la zone au sud du village de Oud-Caberg serait construite.

### Construction du quartier
Le quartier de Caberg a été construit entre 1956 et 1958 sur les plans de l'urbaniste Frans Dingemans afin d'accueillir 6 000 habitants. Dingemans a construit le quartier selon le concept, populaire à l'époque, de « logique de paroisse » tel qu'il figure dans le plan d'expansion appelé « plan ouest ». Selon cette logique, le nouveau quartier devait fonctionner sous la forme d'une paroisse, avec l'église paroissiale au centre, entourée par les écoles (dont les pensionnats), les bâtiments communautaires, les commerces et les autres commodités puis les habitations et enfin une zone de loisir sur les bords du quartier. Cette logique visait à mélanger les différentes types de populations (riches et pauvres) afin de favoriser la mise en place de comportement sociaux appropriés. Le quartier devint le premier de la paroisse de Maastricht-Ouest.

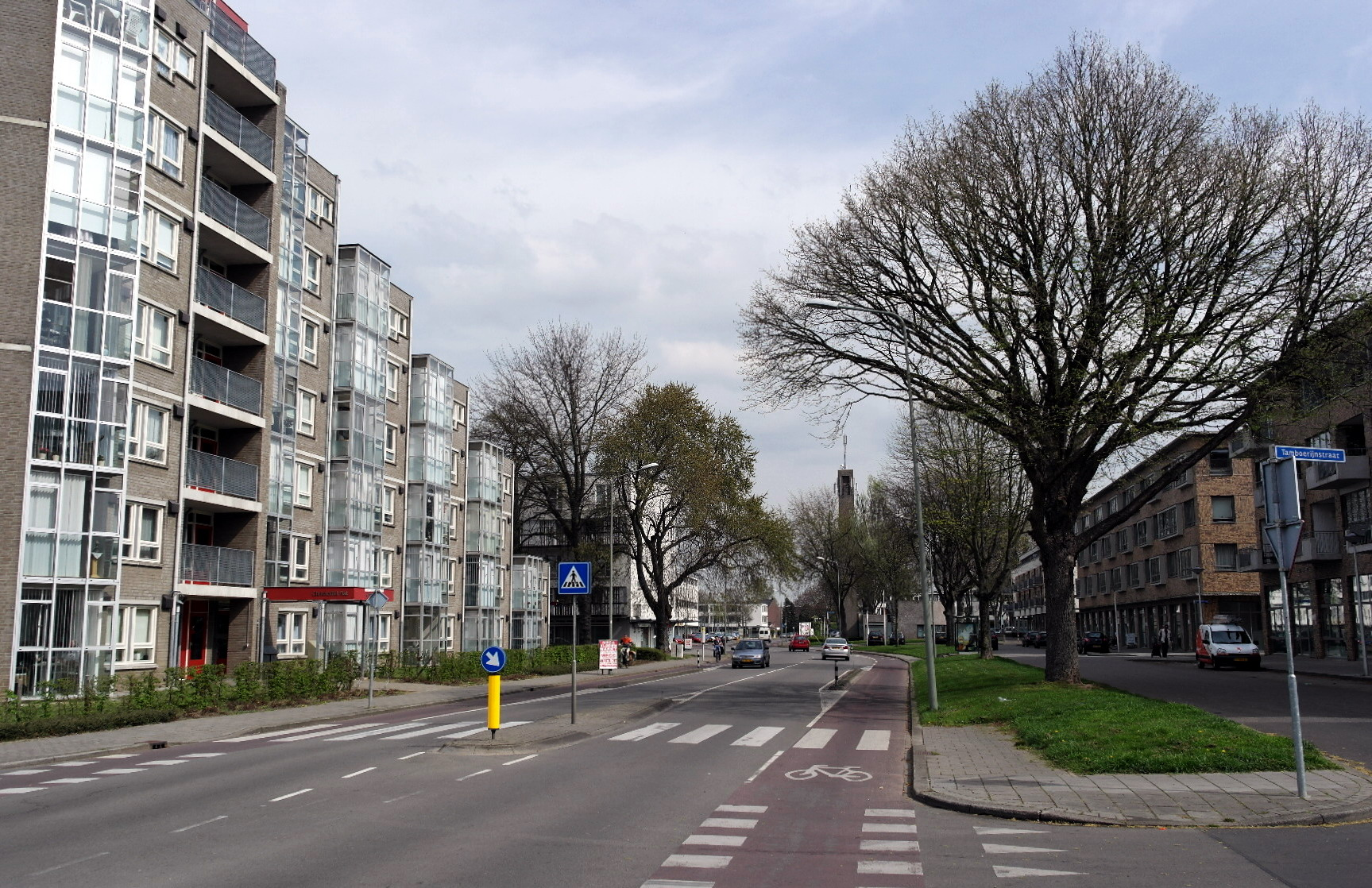
Clavecymbelstraat.
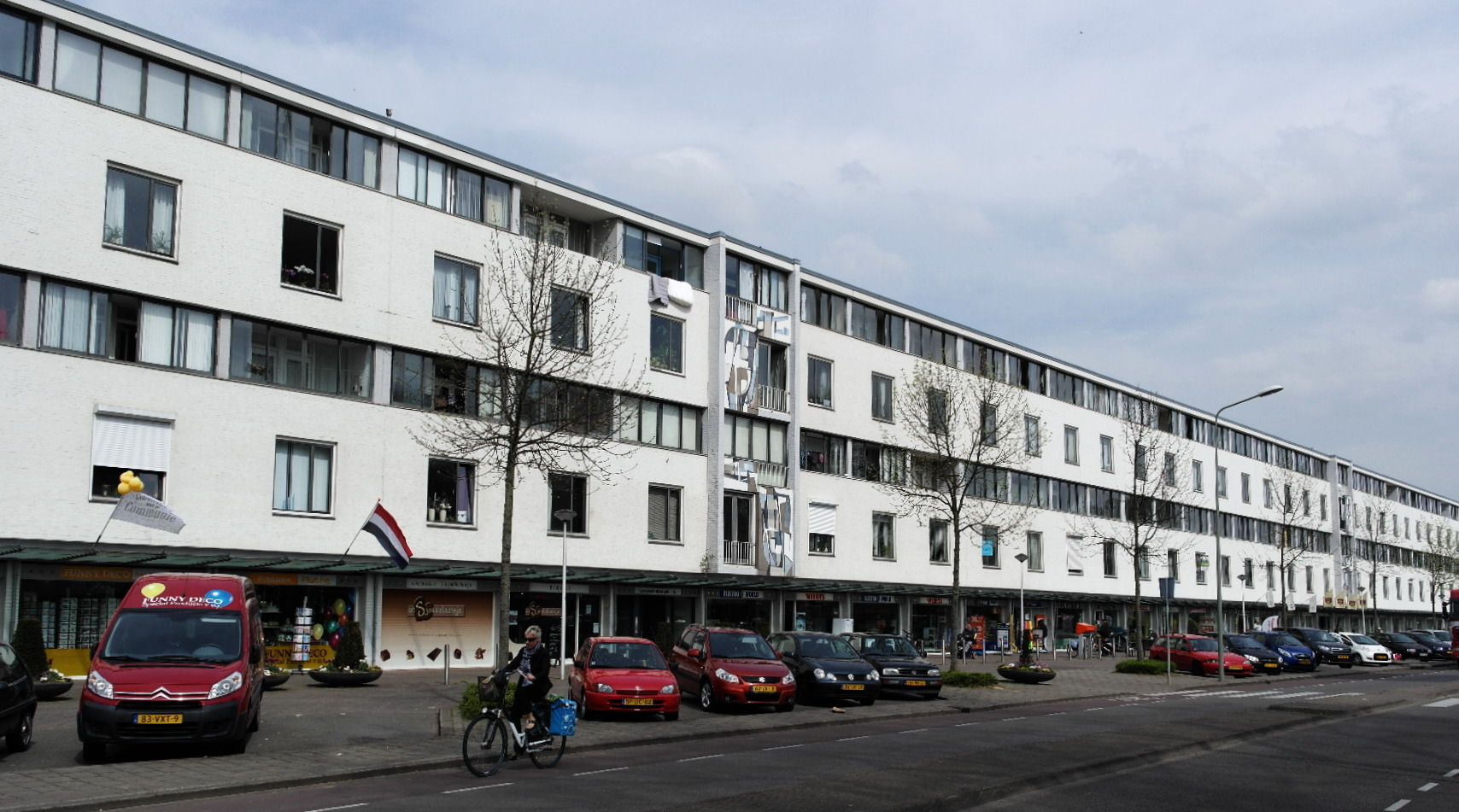
Centre commercial (Gerard Snelder, 1958).
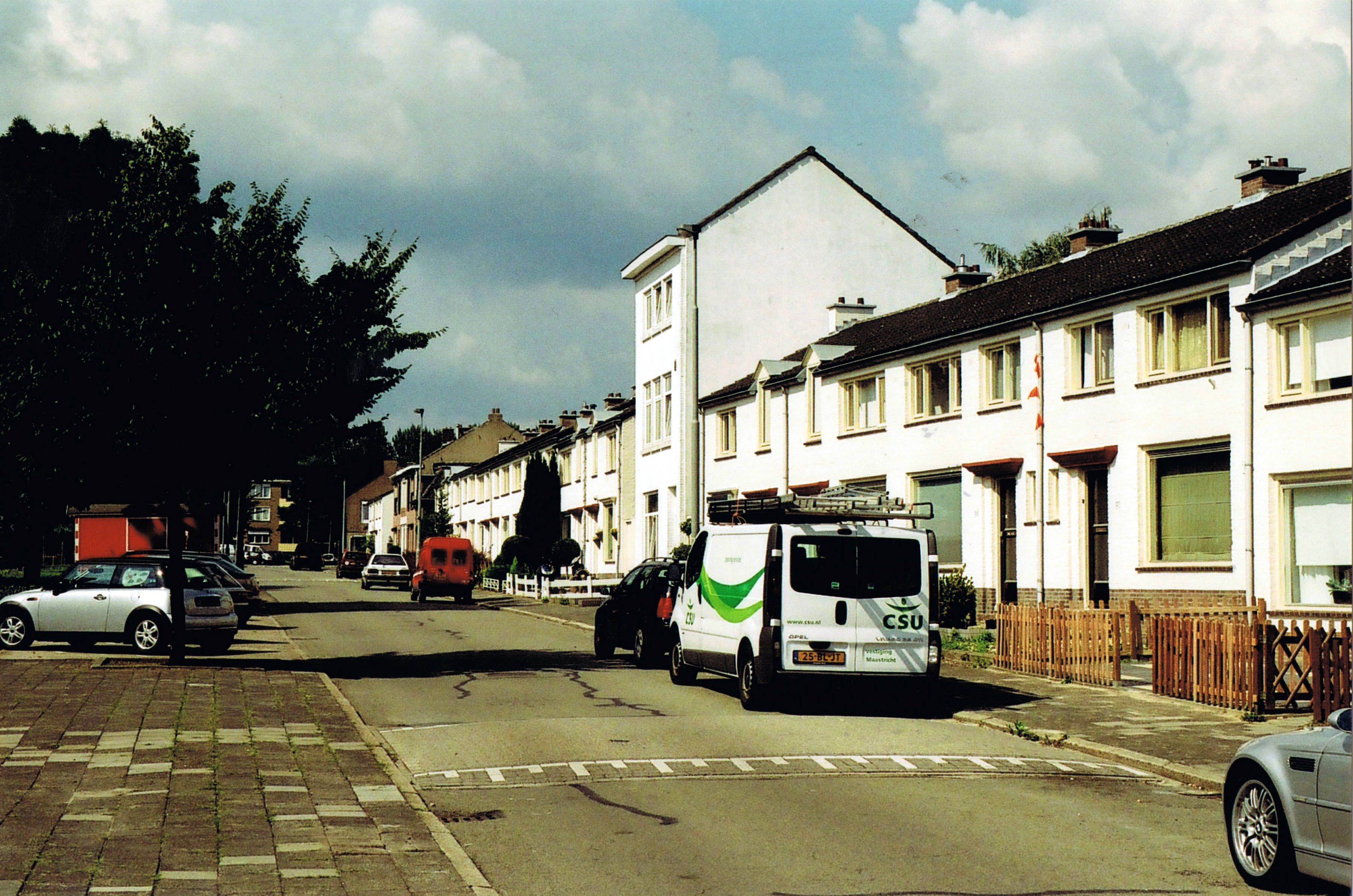
Henri Jonaslaan.

### Projet Caberg-Malpertuis
Le quartier de Caberg était un ensemble compact de plusieurs immeubles locatifs. Le taux de chômage y est plus élevé que dans les autres quartiers et la cohésion sociale est faible. Pour cette raison, la ville de Maastricht a décidé, avec les syndicats de copropriété Servatius et Woonpunt, d'améliorer la qualité de vie dans ces deux quartiers via l'approche Caberg-Malpertuis.
Pour la période 2006-2020, le projet vise à diversifier l'offre de logements et à améliorer le tissu social du quartier. Un certain nombre de projets ont déjà été mis en œuvre. Dans le nord-ouest de Caberg, 144 appartements obsolètes ont été remplacés par de nouveaux, pour la plupart des maisons mises en vente. Un nouveau parc a été réalisé entre Caberg et Malpertuis et baptisé Viegenpark. Dans le sud-est de Caberg, 110 maisons ont été démolies.

## Population et société

### Services
Le quartier dispose d'un nombre limité de services de base. Il y a un centre commercial (comptant à l'origine 32 boutiques et un café-restaurant), des restaurants, le centre communautaire De Wiemerink et l'école Het Mozaïek. L'ancienne église paroissiale de Caberg, dédiée à Saint-Christophe, a été démoli en 1999. La paroisse a fusionné avec la paroisse du Sacré-Cœur de Jésus à Oud-Caberg. Le Fort Guillaume Ier est maintenant le siège de l'association étudiante MSV Tragos.

### Sports
Le club de football SC Caberg existe depuis 1953 et a son propre complexe sportif dans le quartier. En raison de la construction du parc, le club a dû déménager dans le centre du VV Standaard à Malberg. Les deux clubs ont fusionné en 2013.

### Loisirs
En plus du nouveau parc (Viegenpark), l'espace vert environnant le Fort Guillaume Ier comprend une aire de jeux pour enfants. À l'avenir, cette zone sera connectée à la ligne de Du Moulin et fera partie du nouveau Frontenpark.

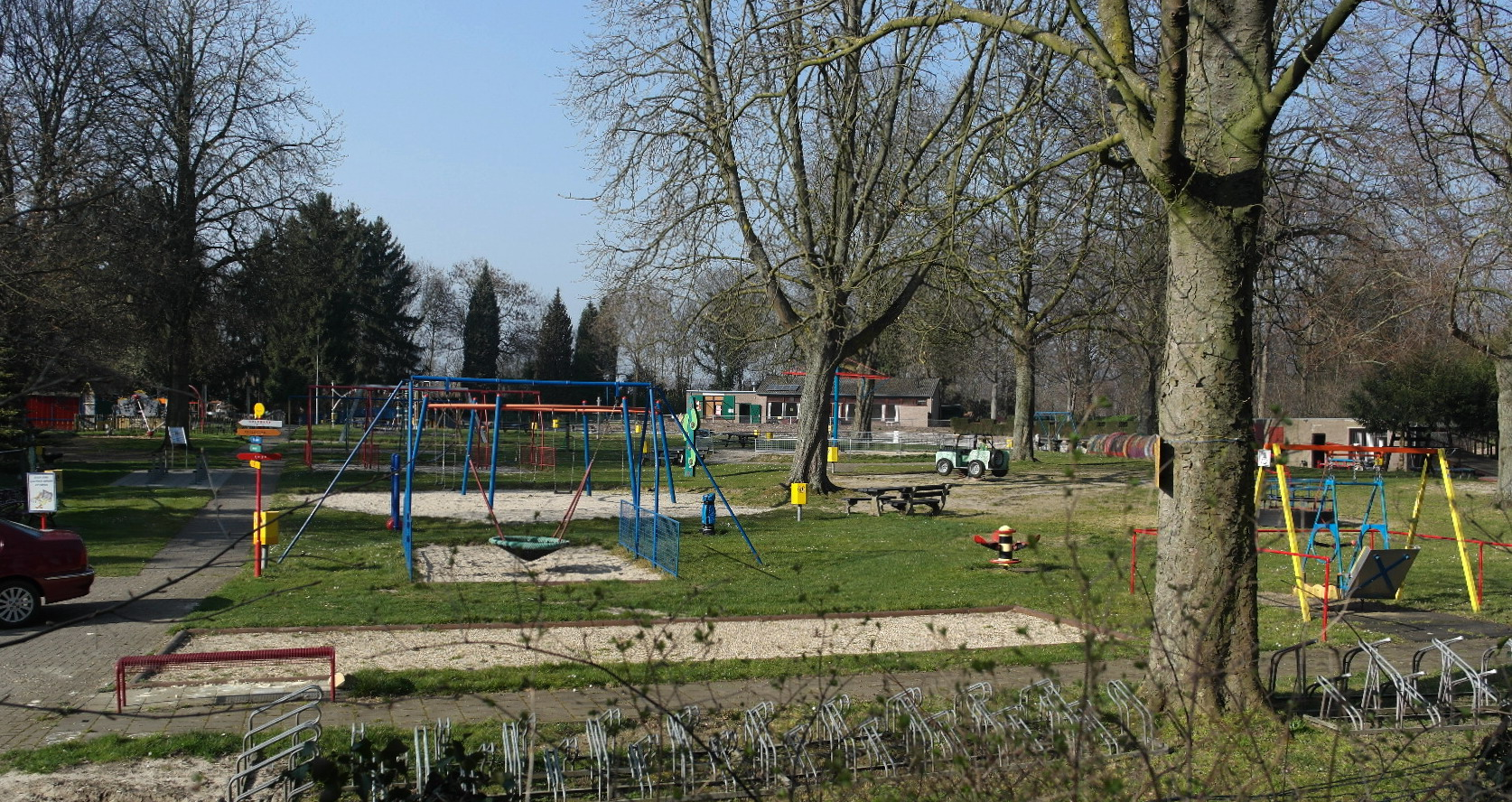
Terrain de jeu au Fort Guillaume Ier.
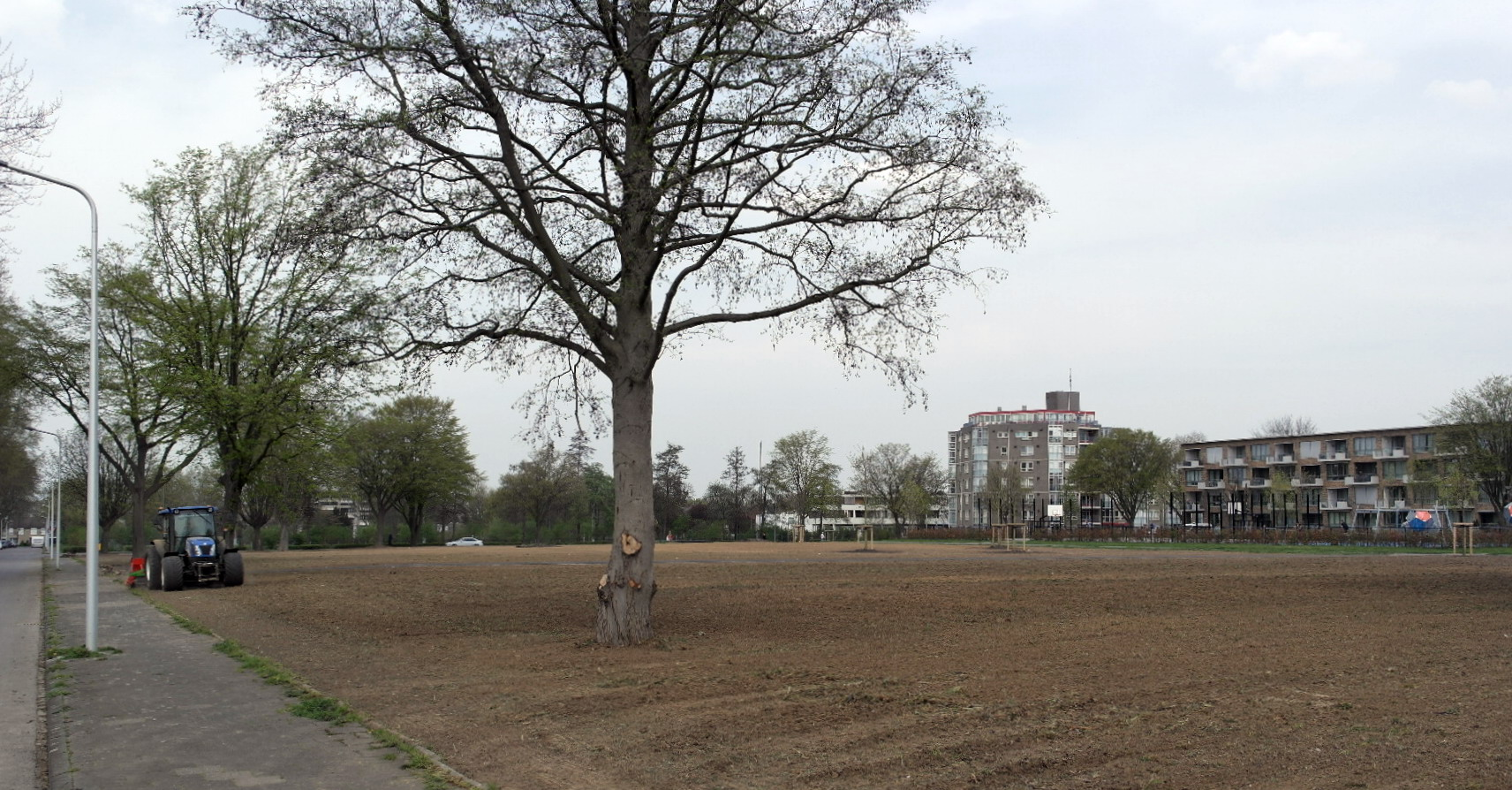
Parc en rénovation au printemps 2014.

## Sources
- (nl) Cet article est partiellement ou en totalité issu de l’article de Wikipédia en néerlandais intitulé « Caberg » (voir la liste des auteurs).

## Compléments